# آنتونیو ماریا والسالوا
آنتونیو ماریا والسالوا (ایتالیایی: Antonio Maria Valsalva؛ ۱۷ ژانویهٔ ۱۶۶۶ – ۲ فوریهٔ ۱۷۲۳) یک پزشک، جراح و کالبدشناس برجسته اهل ایتالیا بود.
وی ابتدا به یادگیریِ ریاضیات، علوم انسانی و علوم طبیعی پرداخت. کمی بعد، پس از گذراندن دورهٔ علوم مقدماتی، به بولونیا رفت و در رشته‌های فلسفه و پزشکی تحصیل کرد و در آنجا از شاگردان مارچلو مالپیگی بود.
پژوهش‌های او بیشتر در زمینهٔ آناتومی گوش بود. وی عبارت «شیپور استاش» را ابداع کرد سینوس‌های والسالوا در شریان آئورت را در مقاله‌ای توصیف کرد که پس از مرگش در سال ۱۷۴۰ میلادی منتشر شد. امروزه نام او با «دالان والسالوا در گوش» و «مانور والسالوا» (آزمونی جهت سنجیدن عملکرد دستگاه گردش خون) گره خورده‌است. در کالبدشناسی نیز «ماهیچهٔ والسالوا» و «تنیا والسالوا» (نام دیگرِ تنیا کولی در ساختمان جدار رودهٔ بزرگ) به نام اوست.
او هم‌عصر با آیزاک نیوتن و یوهان سباستیان باخ بود.